# Christine Ohuruogu
Christine Ijeoma Ohuruogu (London, 1984. május 17. –) olimpiai és világbajnok, nigériai (igbó) származású, brit színekben versenyző atlétanő, futó.
Megnyerte a négyszáz méteres síkfutást a pekingi olimpiai játékokon miután 49,62-es idővel teljesítette a szám döntőjét. Öt világbajnoki érmet jegyez, melyből kettőt-kettőt a 2007-es oszakai, illetve a 2013-as moszkvai tornán szerzett. Oszakában és Moszkvában is tagja volt hazája bronzérmes négyszer négyszázas váltójának, valamint bajnok lett négyszáz méteren. A 2005-ös helsinki világbajnokságon szintén a brit váltóval lett bronzérmes.
2018 júniusában bejelentette visszavonulását.

## Egyéni legjobbjai
- 60 méter – 7,54
- 100 méter – 11,35
- 200 méter – 22,85
- 400 méter – 49,41